# Mulak białoogonowy
Mulak białoogonowy, jeleń wirginijski, jeleń wirgiński (Odocoileus virginianus) – gatunek ssaka parzystokopytnego z rodziny jeleniowatych (Cervidae), pospolity na obszarze Ameryki Północnej, na południe od Kanady. Występuje także w południowej Kanadzie, w Meksyku i północnej części Ameryki Południowej, aż po Peru. W wyniku introdukcji mulaki białoogonowe można spotkać także w niektórych regionach północnej Europy. Mulaki białoogonowe zasiedlają różne biotopy. Mimo że zwykle preferuje obszary zalesione z niewielkimi otwartymi przestrzeniami, gatunek ten może się przystosować do życia w bardziej otwartym środowisku takim jak sawanna. Te ssaki charakteryzują się większym porożem proporcjonalnie do swojego rozmiaru oraz większymi ogonami. Dodatkowo istnieje znacząca różnica wielkości między samicą a samcem.
Żyje w małych stadach. Ruja w październiku; ciąża trwa ok. 200 dni. Występuje kilkadziesiąt podgatunków (najmniejszy na Florydzie).
Mulak białoogonowy jest najważniejszym zwierzęciem łownym Ameryki. Widnieje w godle stanu Jukatan.

## Nazewnictwo
W polskiej literaturze zoologicznej gatunek Odocoileus virginianus był oznaczany nazwą „jeleń wirgiński” lub „wirginijski”. W wydanej w 2015 roku przez Muzeum i Instytut Zoologii Polskiej Akademii Nauk publikacji „Polskie nazewnictwo ssaków świata” gatunkowi nadano nazwę „mulak białoogonowy”, rezerwując nazwę „jeleń” dla rodzaju Cervus.

## Charakterystyka

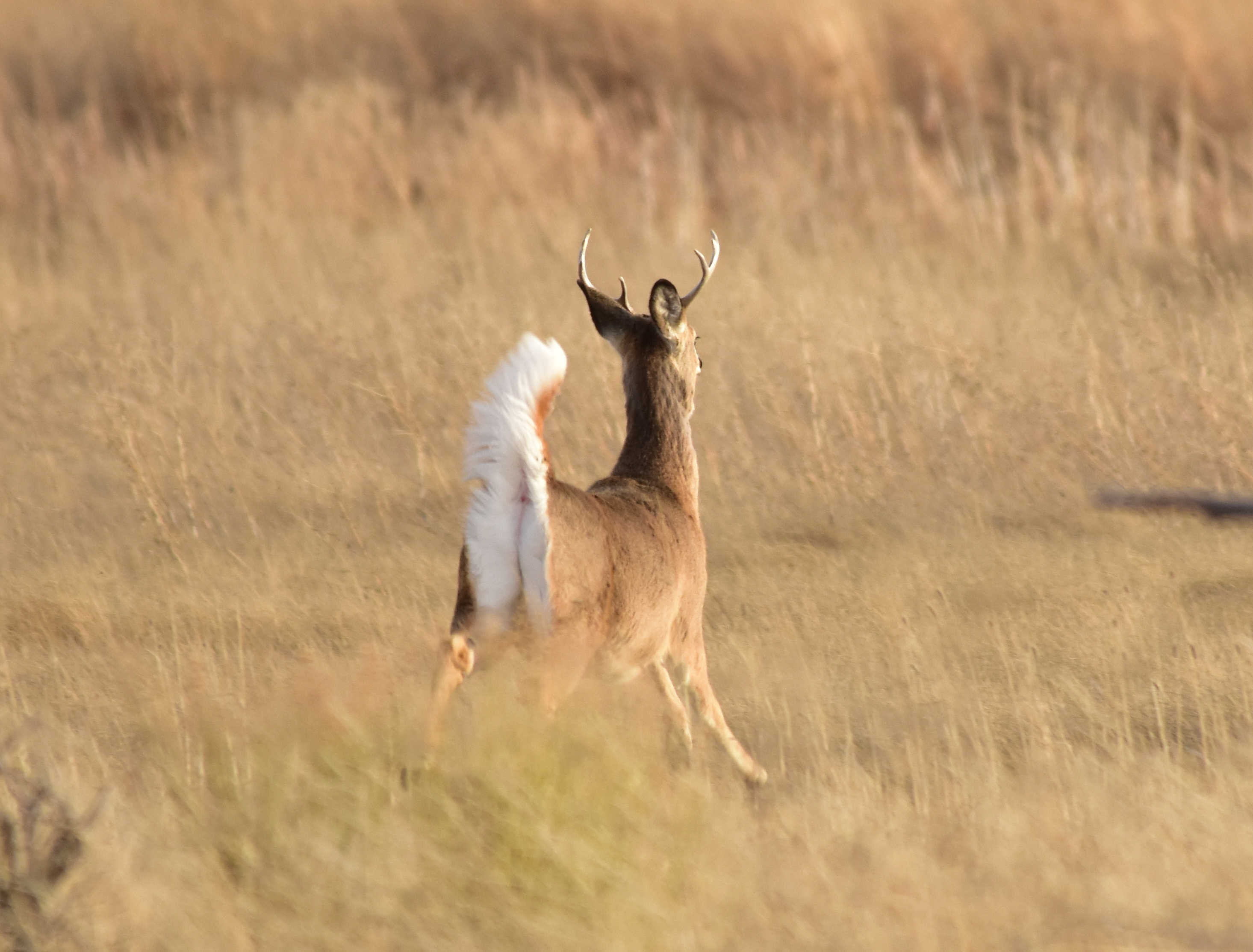
Samiec podczas ucieczki

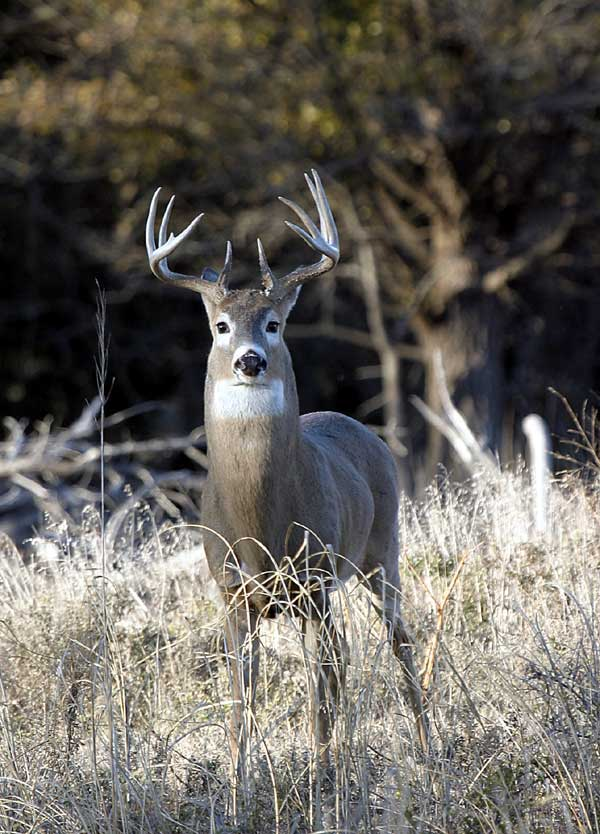
Samiec w Kansas

Sierść mulaka jest czerwonawo-brązowa wiosną i latem i staje się szaro-brązowa na jesień i zimę. Mulaka można rozpoznać po charakterystycznym białym spodzie ogona, który ukazuje unosząc ogon podczas ucieczki.
Samiec (zwany także bykiem) waży zwykle od 60 do 100 kg, choć spotykano okazy ważące ponad 160 kg. Samica (łania) przeciętnie waży od 40 do 60 kg, ale niektóre osiągają nawet 75-80 kg.
Mulak białoogonowy osiąga 85–205 cm długości oraz 55–110 cm wysokości w kłębie.
Samce powyżej roku życia posiadają poroże. Poroże zaczyna rosnąc późną wiosną okryte scypułem. Byki mogą posiadać typowe lub nietypowe poroże. Typowe poroże jest symetryczne z odrostkami wyrastającymi ku górze bezpośrednio z pnia. Nietypowe poroże jest niesymetryczne, a odrostki rosną w dowolnych kierunkach. Te cechy nie są jednak jedynymi kryteriami podziału. Istnieją systemy punktowania poroża opierające się dodatkowo na pomiarach odstępstwa od symetrii. Zatem byki o niewielkiej asymetrii poroża również można uważać za typowe. Cechą charakterystyczną jest poroże wygięte do przodu. Wewnętrzna rozpiętość poroża jest różnorodna i może wynosić od 8 do 64 cm (3-25 cali).
Byki zrzucają poroże po godach od późnego grudnia do lutego.

## Występowanie
Nadmierne polowania i degradacja środowiska, w tym zmniejszenie powierzchni lasów, poważnie zmniejszyły populacje mulaków na większości zamieszkiwanych przez nie terenów. Przykładowo, do roku 1930 populacja gatunku w Stanach Zjednoczonych szacowana była na około 300 tysięcy sztuk. Po protestach myśliwych i ekologów zabroniono komercyjnego wykorzystywania mulaków, wprowadzono programy ochronne oraz uregulowano polowania. Według ostatnich szacunków, obecna populacja w Stanach Zjednoczonych wynosi około 30 milionów sztuk.
Działania ochronne okazały się tak skuteczne, że w niektórych rejonach populacja mulaków znacznie przekracza możliwości ekosystemu, a zwierzęta stały się problemem. Wypadki na drogach z udziałem mulaków są ważnym problemem w wielu częściach ich zasięgu występowania, zwłaszcza nocą i podczas rui, powodując ofiary zarówno wśród zwierząt, jak i ludzi. W przypadku dużych populacji jeleni, rolnicy mogą ucierpieć w wyniku szkód powodowanych w uprawach, zwłaszcza w sadach i na polach kukurydzy.
Gatunek jest uznawany za oficjalne zwierzę stanu (state animal) w stanach Arkansas, Illinois, Missisipi, New Hampshire, Ohio, Pensylwania, Michigan, Karolina Południowa i Wisconsin. Sylwetka byka widnieje w herbie oraz fladze Vermont. Największa populacja jeleni tego gatunku występuje w stanie Teksas (ponad cztery miliony sztuk). Duże skupiska występują w środkowym Teksasie i w stanach Michigan, Minnesota, Missisipi, New Jersey, New York i Pensylwania.
Mulak białoogonowy został sprowadzony w 1935 roku do Finlandii. Mulaki rozprzestrzeniły się ostatnio na tereny północnej Skandynawii i południowej Karelii, rywalizując i czasem wypierając lokalną faunę. Obecna populacja około 30 tys. mulaków została zapoczątkowana przez cztery zwierzęta sprowadzone z Minnesoty.
W wielu ze stanów w Stanach Zjednoczonych i w wielu kanadyjskich prowincjach, polowanie na mulaki białoogonowe jest głęboko zakorzenione w miejscowej kulturze i jest ważnym elementem gospodarki wielu terenów wiejskich.
W stanie Nowy Jork istnieje populacja całkowicie białych – ale nie albinosów – mulaków białoogonowych (z wyjątkiem nosów i okolic kopyt). Dzięki wytężonej ochronie populacja białych mulaków dobrze się rozwija.
W zachodnich częściach Stanów Zjednoczonych i Kanady zasięg występowania mulaków białoogonowych pokrywa się z zasięgiem występowania mulaków. W niektórych skrajnie północnych regionach współdzielą terytorium z łosiami. Mulaki białoogonowe spotyka się także na terytoriach wapiti głównie w lasach liściastych. W parkach narodowych ssaki te są bardziej płochliwe i szukają bardziej odosobnionych miejsc niż inne jeleniowate tam występujące.

## Zachowanie i reprodukcja

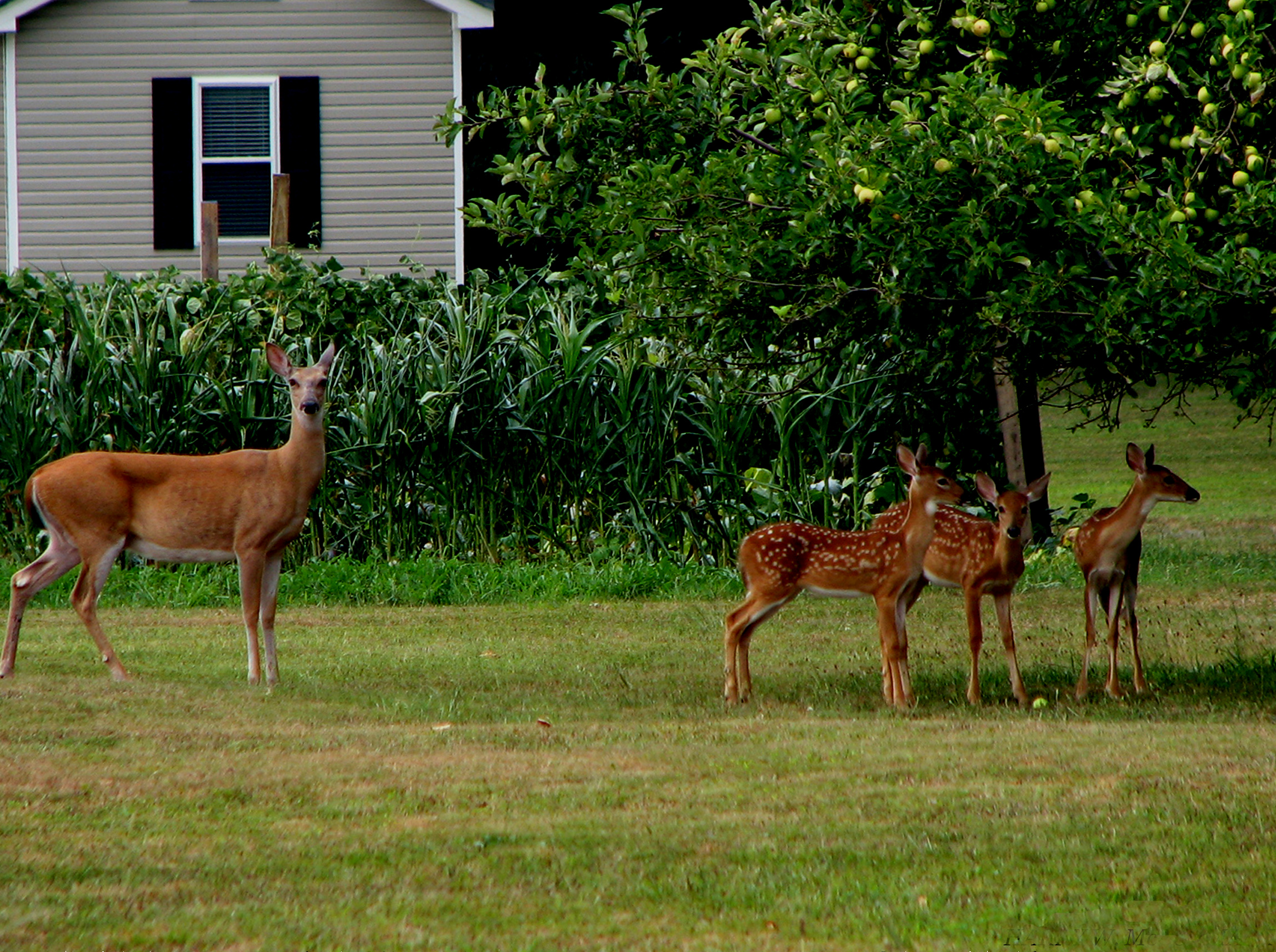
Młode z matką

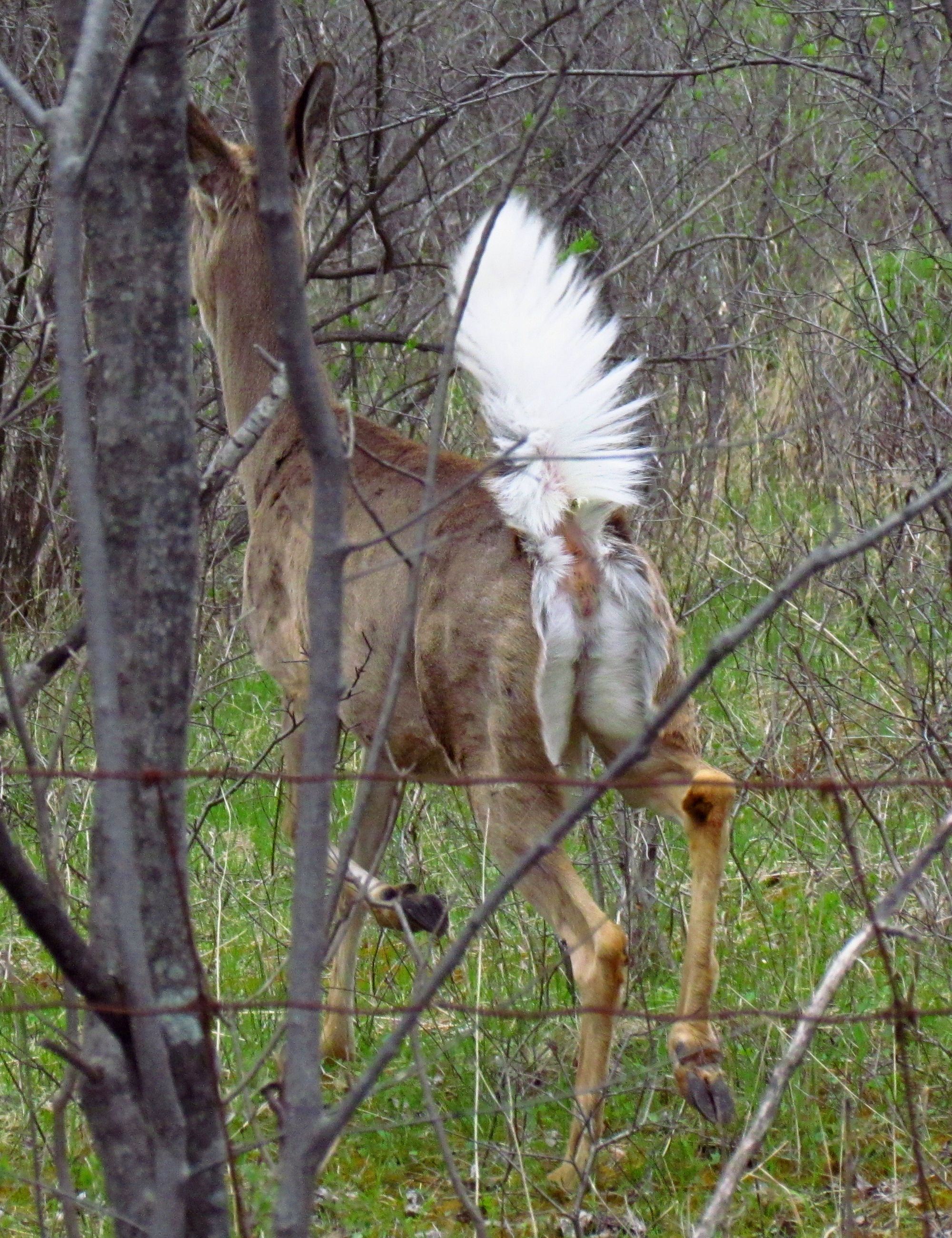
Samica ostrzega przed niebezpieczeństwem uniesieniem ogona

Ruja przypada na jesień, normalnie w późnym październiku lub wczesnym listopadzie, zainicjowana na ogół zmniejszającą się długością dnia. Dojrzewanie płciowe samic jest zależne od gęstości populacji. Samice mogą uzyskać dojrzałość w pierwszym roku życia, co jest jednak rzadkością i zdarza się jedynie w bardzo małych populacjach. Większość samic dojrzewa po pierwszym, lub czasami drugim roku życia.
Samce walczą o możliwość zapładniania samic. Potyczki między nimi ustalają hierarchię. Byki próbują kopulować z możliwie dużą liczbą samic, tracąc kondycję fizyczną, gdyż rzadko jedzą lub odpoczywają w czasie godów. Jak zaobserwowano, gody są krótsze na wyższych szerokościach geograficznych. 
Samice rodzą jedno, dwa lub rzadko trzy młode w drugiej połowie wiosny, zwykle w maju lub czerwcu. Młode rodzą się z sierścią z charakterystycznymi białymi plamkami. Podczas pierwszego lata młode tracą plamki i osiągają masę ciała 20–35 kg do zimy. Młode płci męskiej są nieco większe i cięższe od samic.
Mulaki białoogonowe komunikują się na wiele różnych sposobów, poprzez dźwięki, zapach i ślady. Wszystkie osobniki są zdolne do wydawania słyszalnych dźwięków, unikatowych dla każdego zwierzęcia. Młode kwiczą by przywołać matki. Samice piszczą i chrząkają. Chrząkanie wydaje niski gardłowy dźwięk, który zwraca uwagę wszystkich jeleni w okolicy. Zarówno łanie, jak i byki prychają, w ten sposób sygnalizując zagrożenie. Dodatkowo byki chrząkają z wysokością dźwięku zmniejszającą się wraz z dojrzewaniem samca. Byki jako jedyne wydają dźwięk będący kombinacją charczenia, chrząkania i sapania, który ukazuje agresję i wrogość.
Mulaki białoogonowe posiadają wiele gruczołów, które pozwalają im na wytwarzanie substancji zapachowych. Niektóre z nich są tak silne, że są wyczuwalne nawet dla ludzi. Trzy główne gruczoły znajdują się przy oczach i wewnętrznej i zewnętrznej części tylnych nóg. Zapach z gruczołu przy oczach przenoszony jest na gałązki poprzez pocieranie głową. Gruczoły na tylnych nogach znajdują się u dołu zewnętrznej części nóg i substancje zapachowe przenoszone są w czasie przechodzenia przez trawę poprzez ocieranie o nią. Gruczoł znajdujący się po wewnętrznej stronie tylnych nóg, w okolicach kolan, produkuje substancję o najsilniejszej woni.
Podczas godów, mulaki kucają w taki sposób, by mocz spływał po wewnętrznej stronie ich nóg. Następnie pocierają znajdujące się tam gruczoły wcierając mocz w znajdującą się tam sierść. Wydzielina gruczołu w połączeniu w moczem wydaje bardzo intensywny zapach. Ponadto samice uwalniają hormony i feromony informujące byki o gotowości seksualnej.
Zostawianie znaków jest jednym ze sposobów komunikacji mulaków. Większość śladów zostawiają samce, lecz samice często odwiedzają oznakowane miejsca. Jedną z form znakowania jest zdzieranie kory z drzew. Samiec zrywa korę za pomocą poroża znacząc terytorium i polerując poroże. Kolejnym sposobem znaczenia terytorium jest tworzenie na ziemi linii posługując się kopytami, by kopiąc odsłonić ściółkę, aż do ziemi. Następnie samce znaczą ziemię w tych miejscach moczem.

## Pożywienie
Mulaki żywią się różnorodnymi roślinami – młodymi pędami, liśćmi oraz trawami. Specjalna budowa żołądka pozwala im jeść również grzyby, które są niejadalne dla ludzi. Dieta mulaków zmienia się w zależności od pory roku.